# Kimberly Williamson
Kimberly Williamson (* 2. Oktober 1993 in Frankfield) ist eine jamaikanische Leichtathletin, die sich auf den Hochsprung spezialisiert hat. 

## Sportliche Laufbahn
Erste Erfahrungen bei internationalen Meisterschaften sammelte Kimberly Williamson im Jahr 2009, als sie bei den Jugendweltmeisterschaften in Brixen mit übersprungenen 1,74 m in der Qualifikationsrunde ausschied. Im Jahr darauf belegte sie bei den Zentralamerika- und Karibikjuniorenmeisterschaften in Santo Domingo mit 1,65 m den achten Platz und 2011 gewann sie bei den Panamerikanischen Juniorenmeisterschaften in Miramar mit 1,80 m die Bronzemedaille, ehe sie bei den Panamerikanischen Spielen in Guadalajara mit 1,78 m den siebten Platz belegte. 2012 siegte sie mit 1,82 m bei den CARIFTA-Games in Hamilton und gewann dann bei den Zentralamerika- und Karibikjuniorenmeisterschaften in San Salvador mit einer Höhe von 1,85 m die Silbermedaille, ehe sie bei den Juniorenweltmeisterschaften in Barcelona mit 1,70 m den Finaleinzug verpasste. Anschließend zog sie in die Vereinigten Staaten und besuchte dort das Central Arizona College und 2014 schied sie bei den Commonwealth Games in Glasgow mit 1,71 m in der Vorrunde aus. Daraufhin begann sie ein Studium an der Kansas State University und wurde 2015 bei den Panamerikanischen Spielen in Toronto mit 1,88 m Sechste. Im Jahr darauf wurde sie NCAA-Collegemeisterin.
2017 startete sie bei den Weltmeisterschaften in London und schied dort mit 1,89 m in der Qualifikationsrunde aus. 2019 gewann sie bei den Panamerikanischen Spielen in Lima mit einer Höhe von 1,84 m die Bronzemedaille hinter der Lucianerin Levern Spencer und Priscilla Frederick aus Antigua und Barbuda. 2022 siegte sie mit 1,93 m beim Music City Track Carnival und klassierte sich anschließend bei den Weltmeisterschaften in Eugene mit 1,89 m im Finale auf dem elften Platz. Anschließend gewann sie bei den Commonwealth Games in Birmingham mit 1,92 m die Bronzemedaille hinter ihrer Landsfrau Lamara Distin und Eleanor Patterson aus Australien. Daraufhin belegte sie bei den NACAC-Meisterschaften in Freeport mit 1,75 m den sechsten Platz. Im Jahr darauf schied sie bei den Weltmeisterschaften in Budapest mit 1,85 m in der Vorrunde aus.
In den Jahren 2011, von 2014 bis 2017 sowie 2019 und 2022 wurde Williamson jamaikanische Meisterin im Hochsprung.

## Persönliche Bestleistungen
- Hochsprung: 1,93 m, 5. Juni 2022 in Nashville
  - Hochsprung (Halle): 1,88 m, 29. April 2017 in Des Moines